# Rittak
Rittak är en sjö i Jokkmokks kommun i Lappland och ingår i Luleälvens huvudavrinningsområde. Sjön har en area på 3,68 kvadratkilometer och ligger 476 meter över havet. Rittak ligger i Sarek Natura 2000-område. Sjön avvattnas av vattendraget Rittakjåhkå som mynnar i Tjaktjajávrre. Största tillflöde är Rittakjåhkå som avvattnar Sjábttjakjávrre.

## Delavrinningsområde
Rittak ingår i det delavrinningsområde (744353-159890) som SMHI kallar för Utloppet av Rittak. Medelhöjden är 767 meter över havet och ytan är 28,17 kvadratkilometer. Räknas de 10 avrinningsområdena uppströms in blir den ackumulerade arean 160,16 kvadratkilometer. Rittakjåhkå som avvattnar avrinningsområdet har biflödesordning 4, vilket innebär att vattnet flödar genom totalt 4 vattendrag innan det når havet efter 293 kilometer. Avrinningsområdet består mestadels av skog (34 procent) och kalfjäll (52 procent). Avrinningsområdet har 3,7 kvadratkilometer vattenytor vilket ger det en sjöprocent på 13,1 procent.

## Galleri

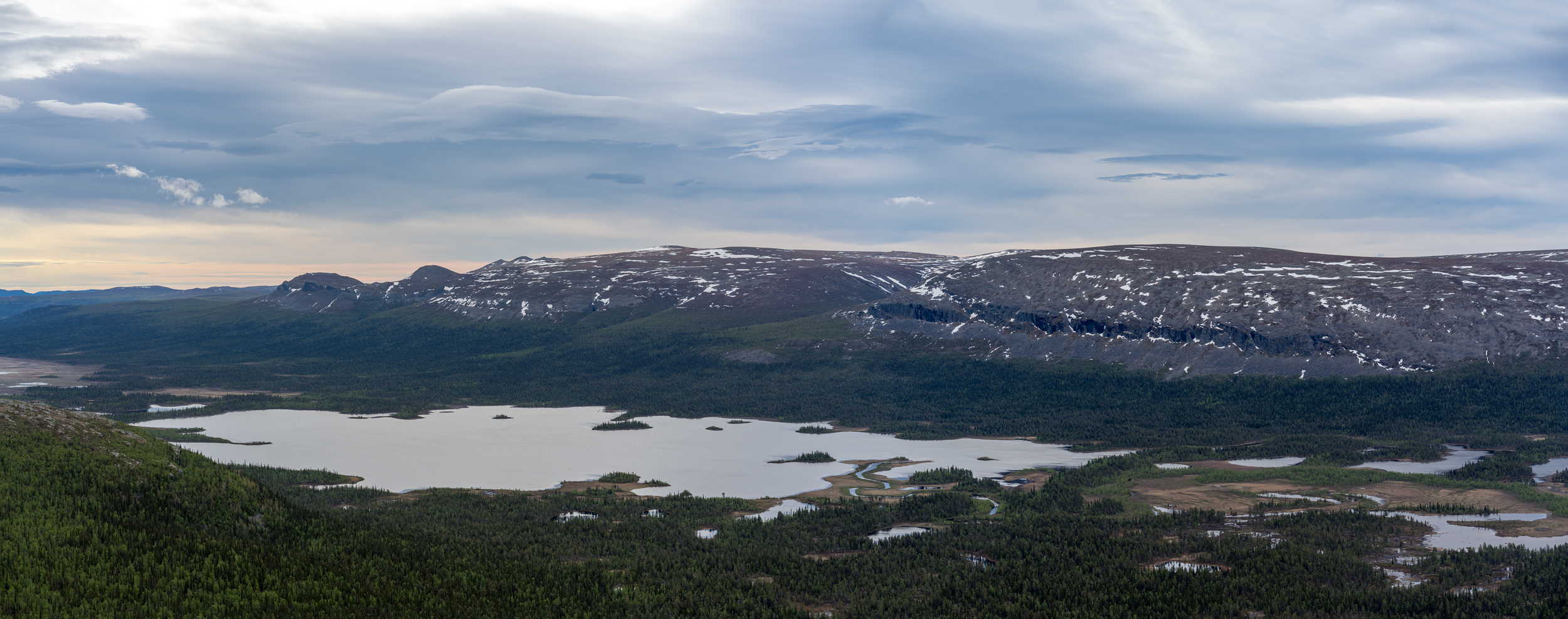
Utsikt mot Rittak från Huornnásj.
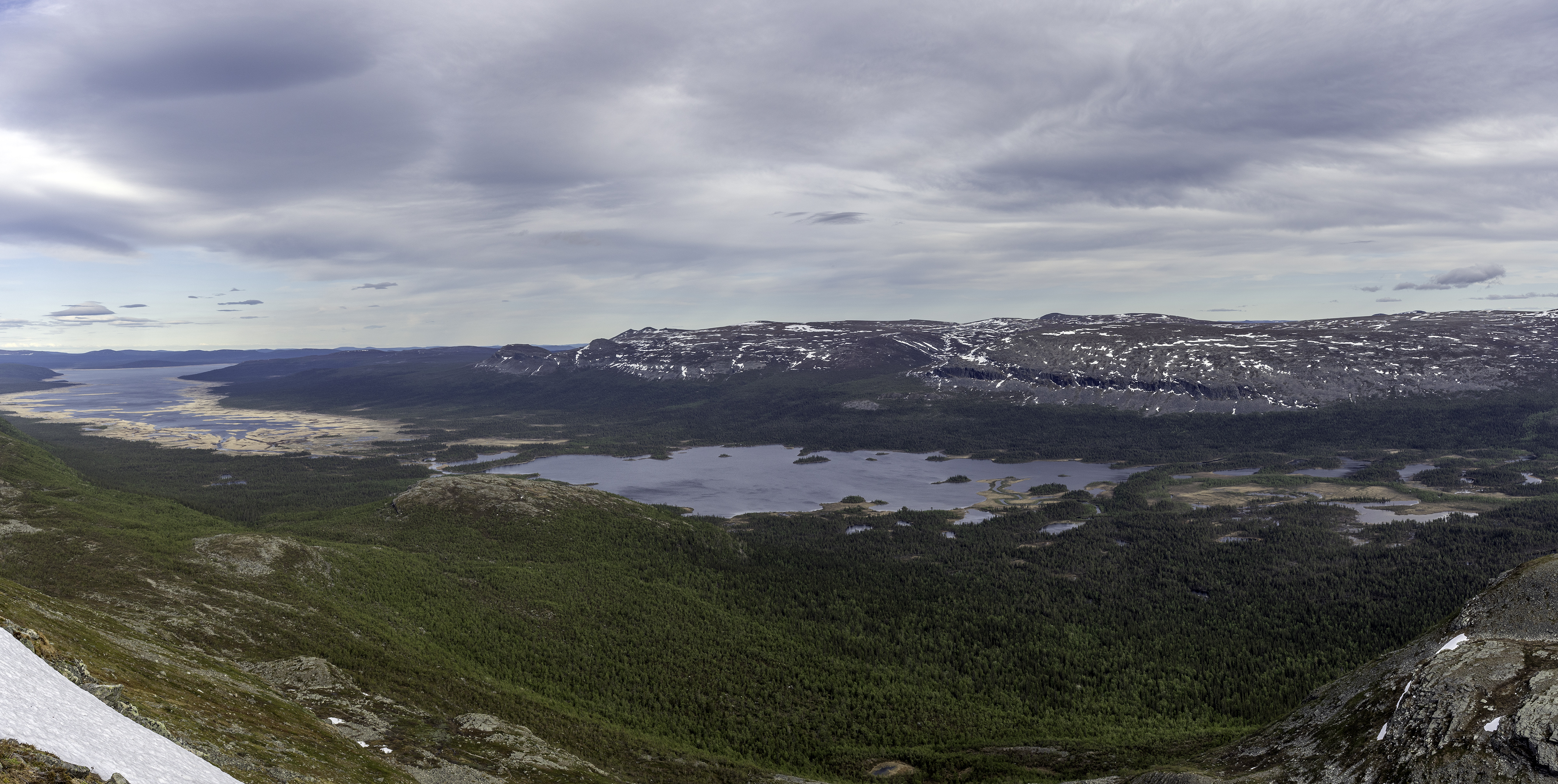
Sjön Rittak mitt i bild med Tjaktjajávrre till vänster.